# Afraid to Talk
Afraid to Talk è un film del 1932 diretto da Edward L. Cahn e tratto dalla piéce Merry-Go-Round, di Albert Maltz e George Sklar.